# Kanton Dieulefit
Kanton Dieulefit (fr. Canton de Dieulefit) je francouzský kanton v departementu Drôme v regionu Rhône-Alpes. Skládá se z 15 obcí.

## Obce kantonu
- Aleyrac
- La Bégude-de-Mazenc
- Comps
- Dieulefit
- Eyzahut
- Le Poët-Laval
- Montjoux
- Orcinas
- Pont-de-Barret
- Rochebaudin
- Roche-Saint-Secret-Béconne
- Salettes
- Souspierre
- Teyssières
- Vesc